# Melissa Rosenberg
Melissa Anne Rosenberg (28 de agosto de 1962) es una guionista estadounidense. Ha trabajado tanto en cine como en televisión y ha sido nominada a dos Premios Emmy y a dos Premios WGA, y ganó un Premio Peabody. Desde su unión a la Writers Guild of America (Gremio de guionistas de América), ha participado en su Consejo de Administración y fue capitana durante la huelga de guionistas en Hollywood de 2007-2008. Apoya a guionistas del sexo femenino a través del Comité de Diversidad de la WGA y es cofundadora de la Liga de Mujeres Escritoras de Hollywood.
Crecida en el Condado de Marin, California, se graduó en danza y teatro en la Universidad de Bennington en Vermont, pero, en su lugar, decidió hacer una carrera de cine, luego se graduó de la Universidad del Sur de California con una Maestría en la producción de cine y televisión. Trabajó en varias series de televisión de 1993-2003 antes de unirse al personal de escritores de The O.C., eventualmente dejó la serie para escribir la película Step Up del año 2006. En el 2006, empezó a escribir para Showtime la serie Dexter, para la cual, recientemente, ha completado la cuarta temporada como escritora principal y productora ejecutiva. Escribió su segundo guion producido para la adaptación a película de la novela Crepúsculo de Stephenie Meyer en el 2007, y desde entonces lo ha hecho con tres secuelas de la novela, Luna Nueva, Eclipse y Amanecer.

## Trayectoria
Rosenberg nació y se crio en Condado de Marin, California. Su padre es Jack Lee Rosenberg, un psicoterapista y fundador de la Integrative Body Psychotherapy o IBP (Psicoterapia Corporal Integrativa), y su madre era Patricia Rosenberg, una abogada. Ella fue la segunda de cuatro hijos del primer matrimonio de su padre. El padre de Rosenberg era judío y su madre era de origen católico-irlandés. Cuando niña, Rosenberg disfrutaba presentando obras y llamando a otros niños vecinos para que actuaran en sus shows. Asistió a una "escuela secundaria pública masiva con una multitud de personas abarrotadas en un salón de clases y se esperaba que aprendieran" en el Sur de California, y luego se mudó a la Ciudad de Nueva York para unirse a una pequeña compañía de teatro antes de mudarse otra vez a Bennington, Vermont para asistir a la Universidad de Bennington. En sus inicios aspiraba a trabajar en baile y coreografía, que es lo estudió en la universidad y lo describe como su "primer amor". Ella dice que empezó demasiado tarde, sin embargo, se mudó a Los Ángeles, California para mejor hacer su carrera en la industria del cine. Se graduó del Programa de Producción de Peter Stark de la Universidad del Sur de California con una Maestría en Bellas Artes en cine y producción de televisión.